# Inge Heijbroek
Inge Heijbroek (Hilversum, 12 ottobre 1915 – Dublino, 9 febbraio 1956) è stato un hockeista su prato olandese, vincitore della medaglia di bronzo olimpica a Berlino 1936, giocando un incontro come attaccante.

## Palmarès

### Giochi olimpici
- 1 medaglia:
  - 1 bronzo (Berlino 1936)